# Raffaele Petrucci
Raffaele Petrucci (auch Raffaello Petrucci, * 1472 in Siena; † 11. Dezember 1522 in Rom) war ein Kardinal der Römischen Kirche und Gouverneur von Siena.

## Leben

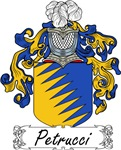
Wappen des Hauses Petrucci aus Siena

Er war Neffe des Seneser Herrschers Pandolfo Petrucci. Sein Vater war Jacopo Petrucci (auch Giacoppo), der Bruder des Pandolfo. Jacopo Petrucci erwarb um 1490 Grundstücke vom Hospital Santa Maria della Scala, um hier den später Palazzo del Governatore genannten Palast nahe dem Dom von Siena zu errichten. Das Gebäude wurde später von Raffaele Petrucci ausgebaut. Zu den weiteren Besitztümern der Petrucci gehörte das Castello di Bibbiano im heutigen Buonconvento, das er von Baldassare Peruzzi restaurieren ließ.
Seit dem 4. August 1497 Bischof von Grosseto, erhob ihn Papst Leo X. am 1. Juli 1517 zum Kardinal und machte ihn am 26. Dezember 1517 zum Kardinalpriester der Titelkirche Santa Susanna. Von März 1513 bis März 1516 fungierte er als Castellano (Kardinalpräfekt) in der Engelsburg. Vom 14. März 1519 bis zum 14. März 1520 war er auch Apostolischer Administrator des Bistums Bertinoro (heute Bistum Forlì-Bertinoro). Das Amt des Bischofs von Sovana (heute Bistum Pitigliano-Sovana-Orbetello) hatte er von 1520 bis 1522 inne. Er nahm am Konklave 1521–1522 in Rom teil, bei dem Hadrian VI. zum Papst gewählt wurde. Ein politisches Amt hatte er im Frühjahr 1516 übernommen, als die Strategie der Medici unter Leo X. auf Siena ausgegriffen und die Flucht des Cousins Borghese Petrucci erzwungen hatte. Er starb in Rom und wurde in der Basilica di San Domenico in Siena beigesetzt.